# Німецька золота марка

Німецька золота марка (нім. Goldmark) — грошова одиниця Німецької імперії та Веймарської республіки.
Офіційна назва валюти — марка (нім. Mark). Після створення нової держави з кількох десятків німецьких держав після Франко-прусської війни 1870—1871 років, монетним законом від 1871 року було введено нову грошову одиницю — марку. Протягом 43 років її обмінний курс лишався незмінним і був відповідним 0,358425 г чистого золота за одну марку.
Через 3 дні після вступу Німецької імперії в Першу світову війну 4 серпня 1914 року вільний обмін монет та банкнот на золото був припинений. Інфляція, яка стала наслідком війни, призвела до повного знецінення паперових грошей. Якщо на початку 1917 року золоті монети обмінювалися за курсом 1,3 паперові марки за 1 золоту, то в 1919 році курс становив уже 14,5 паперових марок. Гіперінфляція призвела до того, що в 1923 році нову рентну марку обмінювали на 1 трильйон паперових.
З початком Першої світової війни Німецька імперія зіштовхнулася з цілою низкою проблем. Однією з них були величезні фінансові витрати на введення війни. Це сприяло виникненню гострої нестачі готівкових грошей в обігу, тобто демонетизації економіки. Срібло та золото швидко зникли з обігу. Незабаром населення стало накопичувати розмінну монету з міді. В умовах, коли центральний банк не міг продовжувати масове карбування монет зі шляхетних металів, низці міст було дозволено випускати власні гроші надзвичайних обставин (нім. Notgeld). Таким чином, на території держави, окрім грошових знаків випущених центральним урядом стали циркулювати понад 5 тисяч типів грошових знаків різних територій.
При цьому, на тлі наявності в обігу постійно знецінюваних паперових грошей, а також тисяч типів нотгельдів, монети зі срібла та золота Німецької імперії офіційно лишалися законним платіжним засобом. Демонетизовані вони були лише в серпні 1924 року з веденням нової грошової одиниці — райхсмарки.
В умовах розпаду фінансової системи, для протиставлення грошам надзвичайних обставин та постійно знецінюваних банкнотам (паперовій марці), у вжиток увійшло поняття золота марка.

## Історія

### Передумови введення
За підсумками Віденського конгресу 1815 року одночасно існувало 35 монархічних держав та 4 вільних міста з переважно німецьким населенням. Усі вони мали повний суверенітет у визначенні своєї внутрішньої та зовнішньої політики, в тому числі і питання про тип та вагу монет, які перебували в обігу на їх території. Надзвичайне різноманіття грошових систем спричиняло низку труднощів. Різко зростали трансакційні видатки, постійна необхідність обмінювати одні гроші на інші при переїзді в іншу німецьку державу створювали незручності не тільки для мандрівників, але і для проведення торговельних операцій.
Відсутність єдиної грошової системи гальмувала процеси об'єднання німецьких князівств та королівств в єдину державу, створюючи безліч проблем. Німецький союз в 1815 році зняв усі обмеження на пересування по своїй території. Наслідком цього стали міграційні процеси, що визначалися ринком праці. Митні бар'єри були скасовані в 1834 році при створенні Митного союзу. До нього увійшла більшість німецьких держав. Одним з пунктів договору стала декларація про необхідність уніфікації монетних систем.
25 серпня 1837 року південно-німецькими державами був підписаний Мюнхенський монетний договір, відповідно з яким створювався Південно-Німецький монетний союз з єдиною монетною стопою: 24,5 гульдена з кельнської марки (233,855 г чистого срібла). Відповідно, 1 гульден містив біля 9,5 г чистого срібла. Розмінною монетою став крейцер. 60 крейцерів становили 1 гульден. У свою чергу, різні держави, що входили в монетний союз, карбували похідні крейцера — ½ та ¼ крейцера, пфеніги та гелери.
Більшість німецьких держав, які не увійшли в Південно-Німецький монетний союз, в 1838 році підписали Дрезденську монетну конвенцію. Враховуючи необхідність уніфікації грошових систем, відповідно до підписаного договору, була прийнята наступна монетна стопа: 7 подвійних талерів (нім. Doppeltaler) з марки. Таким чином, нова грошова одиниця стала еквівалентною двом прусським талерам та 3,5 гульденам Південно-Німецького монетного союзу. 1 талер був рівним 30 грошам. В Саксонії гріш складався з 10 пфенігів, в той час як в інших державах з 12, що створювало низку незручностей.
Після революції 1848—1849 років в Пруссії її вплив на держави Німецького союзу було значно послаблено. На цьому тлі Австрія стала вимагати повноцінної участі в Німецькому митному союзі, що могло ще більше послабити ступінь впливу Пруссії. В 1854 році було створено компромісний договір. Країни-учасниці домовились створити спільну монетну систему між Австрією та Німецьким митним союзом. В ході перемовин представники Австрії наполягали на запроваджені золотого стандарту. Ця пропозиція була категорично відкинута більшістю німецьких держав, так як це послаблювало їх місцеві валюти. Для Пруссії, талер якої був основною грошовою одиницею Митного союзу, введення золотого стандарту було вкрай невигідним. В підсумку, в 1857 році була підписана Віденська монетна конвенція, яка уніфікувала валюти країн Південно-Німецького союзу, країн-учасниць Дрезденської конвенції та Австрії.
Відповідно до Віденської монетної конвенції, основною ваговою одиницею для країн-учасниць конвенції замість кельнської марки ставав митний фунт (нім. Zollpfund), що дорівнював 500 грамам. Для країн Дрезденської монетної конвенції встановлювалась монетна стопа в 30 талерів з одного митного фунта, для Південно-Німецького митного союзу — 52,5 гульдена, для Австрії — 45 гульденів. Підписання цього договору означало незначне знецінення двох німецьких грошових одиниць (на 0,22 %) при збереженні обмінного курсу — 2 талера = 3,5 гульдена. При цьому австрійський гульден знецінювався на 5,22 %. Одночасно Австрія перейшла на десятинну монетну систему, 1 гульден став дорівнювати 100 крейцерам.

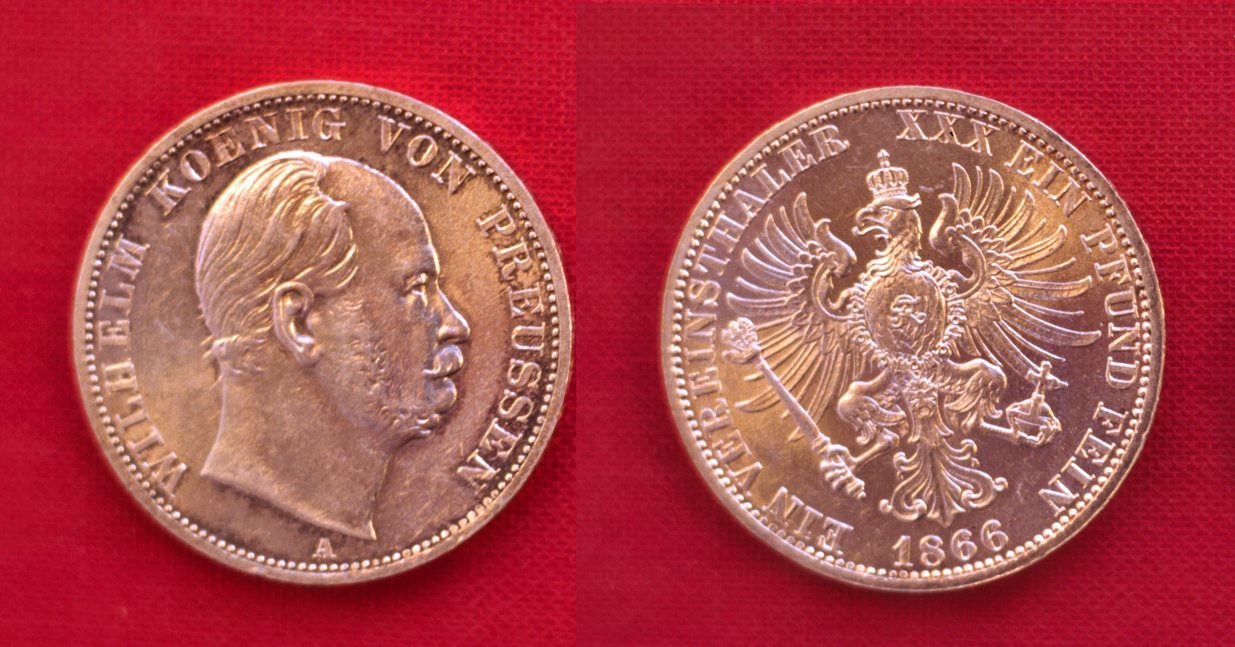
Попередник золотої марки — союзний талер (Vereinsthaler)

Внаслідок підписання Віденської монетної конвенції основною грошовою одиницею союзу став союзний талер (нім. Vereinsthaler) з наступними зафіксованими співвідношеннями: 1 союзний талер = 0,5 подвійного талера (1 прусський талер) = 1,5 австрійських гульдена = 1 3/4 південно-німецьких гульдена.
Підписання Віденської конвенції викликало цілу низку економічних наслідків. Більша частина торговельних розрахунків, як в Південній Німеччині, так і в Австрії, стала робитися в союзних талерах. Прусські талери відкарбовані до 1857 року, за своїми метрологічними показниками, відповідали новим союзним талерам і разом з ними стали основною грошовою одиницею для всіх німецьких держав. Це призвело до того, що південно-німецькі держави стали карбувати понад 90 % союзних талерів і менше 10 % місцевих гульденів, в той час як до 1857 року співвідношення було протилежним. По суті це значило перехід одного монетного союзу в інший. Навіть Австрія випустила наряду з гульденами значний наклад талерів. Таким чином, Віденська монетна конвенція посилила вплив Пруссії та зменшила Австрії.
Після поразки в австро-прусській війні в 1866 році Австрія вийшла з Віденської конвенції та приєдналася до Латинського монетного союзу. Після перемоги у франко-прусській війні та об'єднання німецьких держав в єдину Німецьку імперію Віденська монетна конвенція втратила своє значення. В 1871 році об'єднана Німеччина прийняла золотий стандарт та запровадила нову грошову одиницю — марку.

### Введення та історія обігу

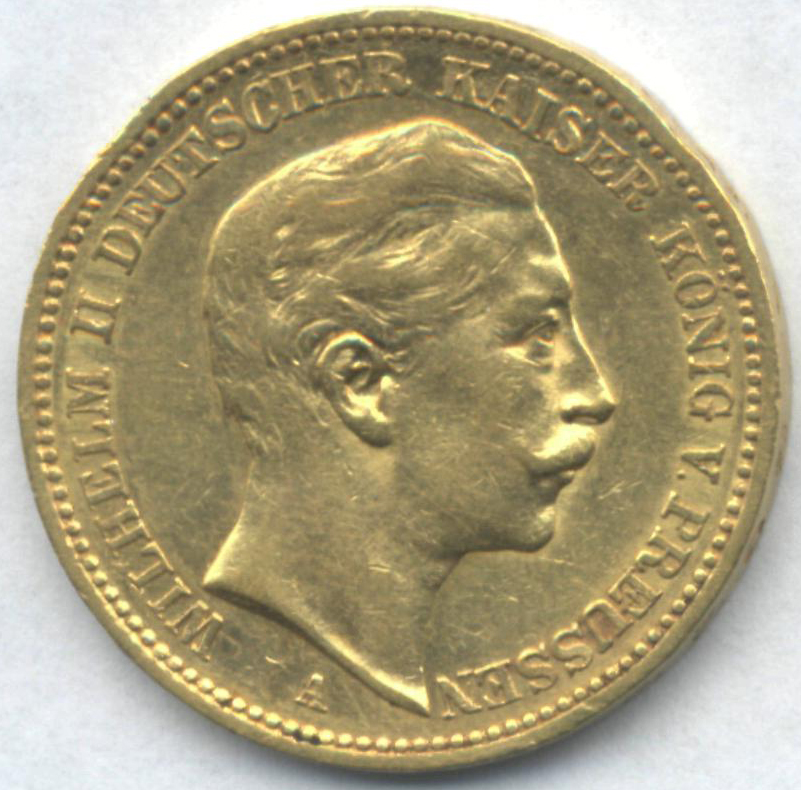
Аверс золотої монети Німецької імперії з найбільшою емісією — 20 марок королівства Пруссія

Законом від 4 грудня 1871 року встановлювалася єдина валюта для всієї Німецької імперії — золота марка, що містила 0,358423 г чистого золота, та регламентувався випуск монет в 10 та 20 марок. На рівні з золотими марками в обігу перебували попередні срібні монети німецьких держав. Золотомонетний стандарт був введений законом (монетним уставом) від 9 липня 1873 року на базі золотого вмісту марки. Попередні монети усіх найменувань почали вилучати з обігу в обмін на марки за вказаними в законах співвідношеннями. 1 південно-німецький гульден обмінювали на 1 марку 71 пфеніг, а союзний талер на 3 марки. Гроші вільних міст Бремена, Любека та Гамбурга підлягали обміну в наступному співвідношенні — 10 марок відповідали 8 маркам та 5 1⁄3 шилінга гамбурзької и любецької грошових систем, 3 1⁄93 бременських золотих талера. Союзні талери знаходились в обігу до 1907 року включно . Після демонетизації талерів у 1908 році стали випускати їх аналоги — срібні монети номіналом 3 марки.
На момент введення марки в Німецькій імперії в обігу знаходилось біля 140 найменувань найрізноманітніших монет та банкнот на загальну суму приблизно в 2,6 мільярдів марок. З них 76 % становили монети, 14 % — державні паперові гроші та 10 % — банкноти різноманітних фінансових закладів, не забезпечені сріблом та/або золотом. Усі вони підлягали обміну на марку.
Перехід Німецької імперії до золотої марки викликав цілу низку економічних процесів в інших країнах. Латинський монетний союз, який включав в себе чимало європейських та латиноамериканських країн, в тому числі Францію, Італію та Швейцарію, дотримувався біметалізму. Біметалізм передбачав вільний обмін срібла на золото, і навпаки, за чітко фіксованим державою співвідношенням. Перехід Німецької імперії до золотомонетного стандарту, підвищення цін ціни золота відносно срібла призвели до того, що союзні талери стали масово вивозитися до в країни Латинського союзу, з метою обміну на золото. Це призвело до того, що у Франції та інших країнах, довелось припинити вільне карбування срібних монет. Внаслідок цього національні грошові одиниці в цих державах стали мати характер кульгаючої валюти. Сама золота марка також до 1907 року включно була кульгаючою валютою, так як циркулювала нарівні зі своїм попередником союзним талером в співвідношенні 1 союзний талер = 3 марки.

### Використання золотої марки в колоніях Німецької імперії

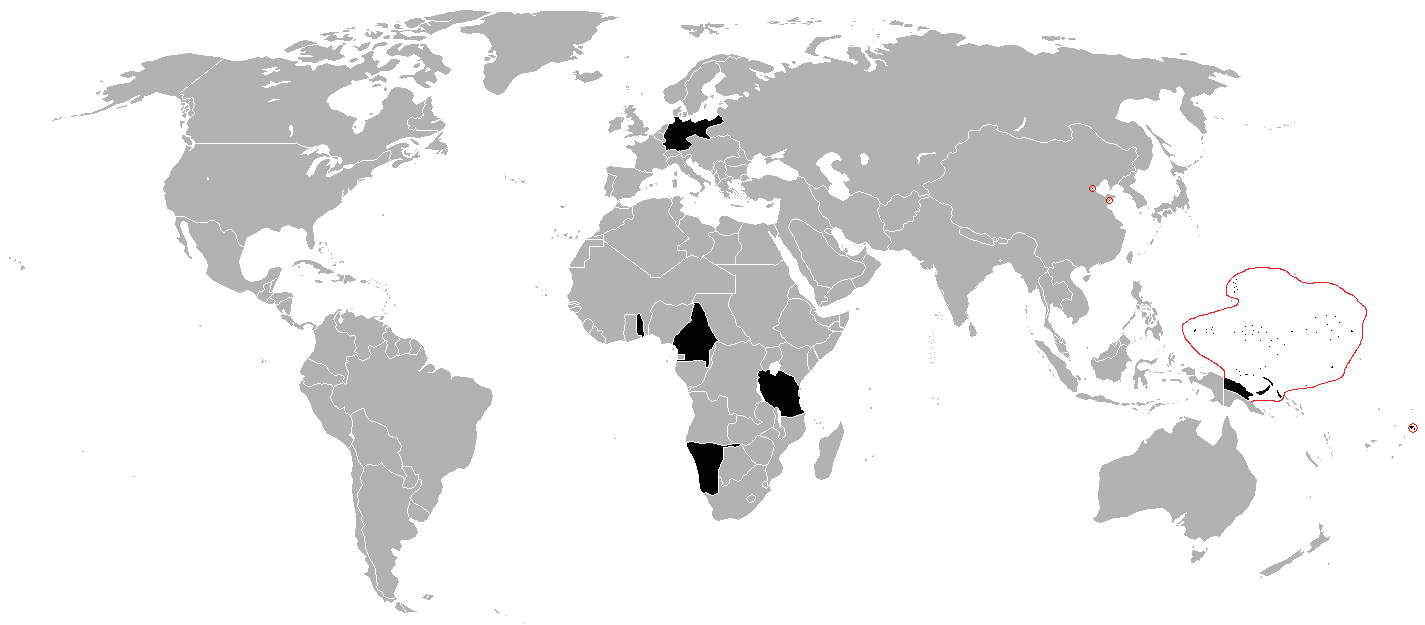
Німеччина та її колонії

За час свого існування Німецька імперія придбала низку колоній в Азії, Африці та Океанії. На території кожної з них виникала система грошових розрахунків, зумовлена історичними особливостями.
Основною грошовою одиницею німецької Південно-Західної Африки (сучасної Намібії) з 1884 року, коли вона була визнана сферою німецького впливу, до 1901 року був англійський фунт стерлінгів. В 1893 році був законодавчо встановлений обмінний курс, що прирівнював 1 фунт стерлінгів до 20 марок. Слід відзначити, що вміст чистого золота в одному фунті (7,3224 г) перевищував його вміст в 20 марках (7,168 г). Відповідно закону Грешема (Гірші гроші витісняють кращі), «гірша» марка витіснила «кращий» фунт. З 1901 року грошовою одиницею Південно-Західної Африки стала золота марка. При цьому на території даної колонії монети номіналом в 5 марок, 20 пфенігів, а також союзний талер, що циркулював в метрополії до 1907 року включно, не були законними платіжними засобами. Демонетизація монет Німецької імперії в цій колонії відбулась лише в 1923 році, через 5 років після припинення її існування.
В Камеруні та Тоголенді на момент проголошення їх німецькими колоніями в 1884 році, циркулювали талери Марії-Терезії, британські фунти та французькі франки. На їх території також було введено марку та встановлено обмінний курс 1 фунт = 20 марок, 20 франків = 16 марок. Як і в Південно-Західній Африці, монети номіналом в 20 пфенігів та 5 марок не були законними платіжними засобами на території Камеруну та Тоголенду.
В Самоа в 1889 році, невдовзі після підпорядкування Німецькій імперії, була введена німецька марка. На відміну від інших колоній, курс обміну золотої марки на англійський фунт на цьому острові був справедливий і становив 1 фунт = 20 марок 42 пфеніга. Долар США обмінювався за курсом $10 = 41 марка 90 пфенігів.
В німецьких Новій Гвінеї та Східній Африці циркулювали власні грошові одиниці — марка Нової Гвінеї та німецька східноафриканська рупія. При цьому в Німецькій Східній Африці срібні монети карбували зі срібла 917 проби, а Новій Гвінеї — 900. Також невеликі наклади монет номіналом 5 та 10 центів з нікелю були випущені для невеликої колонії в Китаї Цзяо-Чжоу.